# Lista di asteroidi (311001-312000)
Di seguito una lista di asteroidi dal numero 311001 al 312000 con data di scoperta e scopritore.

## 311001-311100
| Nome     | Designazione provvisoria | Data di scoperta | Scopritore      |
| -------- | ------------------------ | ---------------- | --------------- |
| 311001 - | 2003 WX192               | 21 novembre 2003 | LINEAR          |
| 311002 - | 2003 WC193               | 24 novembre 2003 | LINEAR          |
| 311003 - | 2003 XL41                | 14 dicembre 2003 | NEAT            |
| 311004 - | 2003 YB2                 | 17 dicembre 2003 | LINEAR          |
| 311005 - | 2003 YF2                 | 17 dicembre 2003 | LINEAR          |
| 311006 - | 2003 YV12                | 17 dicembre 2003 | NEAT            |
| 311007 - | 2003 YF16                | 17 dicembre 2003 | LONEOS          |
| 311008 - | 2003 YK17                | 17 dicembre 2003 | Spacewatch      |
| 311009 - | 2003 YO20                | 17 dicembre 2003 | Spacewatch      |
| 311010 - | 2003 YP64                | 19 dicembre 2003 | Spacewatch      |
| 311011 - | 2003 YJ65                | 19 dicembre 2003 | LINEAR          |
| 311012 - | 2003 YD76                | 18 dicembre 2003 | LINEAR          |
| 311013 - | 2003 YM82                | 18 dicembre 2003 | LINEAR          |
| 311014 - | 2003 YX124               | 29 dicembre 2003 | LINEAR          |
| 311015 - | 2003 YZ127               | 27 dicembre 2003 | LINEAR          |
| 311016 - | 2003 YZ134               | 28 dicembre 2003 | LINEAR          |
| 311017 - | 2003 YV147               | 29 dicembre 2003 | LINEAR          |
| 311018 - | 2003 YB156               | 30 dicembre 2003 | LINEAR          |
| 311019 - | 2003 YW162               | 17 dicembre 2003 | LINEAR          |
| 311020 - | 2003 YU172               | 18 dicembre 2003 | Spacewatch      |
| 311021 - | 2004 AT4                 | 12 gennaio 2004  | NEAT            |
| 311022 - | 2004 AG7                 | 14 gennaio 2004  | NEAT            |
| 311023 - | 2004 BU10                | 17 gennaio 2004  | NEAT            |
| 311024 - | 2004 BA20                | 18 gennaio 2004  | NEAT            |
| 311025 - | 2004 BG20                | 16 gennaio 2004  | NEAT            |
| 311026 - | 2004 BV20                | 16 gennaio 2004  | Spacewatch      |
| 311027 - | 2004 BE25                | 19 gennaio 2004  | CSS             |
| 311028 - | 2004 BW28                | 18 gennaio 2004  | NEAT            |
| 311029 - | 2004 BN29                | 18 gennaio 2004  | NEAT            |
| 311030 - | 2004 BG34                | 19 gennaio 2004  | Spacewatch      |
| 311031 - | 2004 BM35                | 19 gennaio 2004  | Spacewatch      |
| 311032 - | 2004 BH38                | 19 gennaio 2004  | CSS             |
| 311033 - | 2004 BL44                | 22 gennaio 2004  | LINEAR          |
| 311034 - | 2004 BY47                | 21 gennaio 2004  | LINEAR          |
| 311035 - | 2004 BN49                | 18 dicembre 2003 | Spacewatch      |
| 311036 - | 2004 BJ50                | 21 gennaio 2004  | LINEAR          |
| 311037 - | 2004 BR55                | 22 gennaio 2004  | LINEAR          |
| 311038 - | 2004 BO56                | 23 gennaio 2004  | LONEOS          |
| 311039 - | 2004 BL59                | 24 gennaio 2004  | LINEAR          |
| 311040 - | 2004 BW67                | 23 gennaio 2004  | LINEAR          |
| 311041 - | 2004 BV70                | 22 gennaio 2004  | LINEAR          |
| 311042 - | 2004 BX74                | 26 gennaio 2004  | LONEOS          |
| 311043 - | 2004 BA100               | 28 gennaio 2004  | CSS             |
| 311044 - | 2004 BB103               | 31 gennaio 2004  | LINEAR          |
| 311045 - | 2004 BN108               | 28 gennaio 2004  | CSS             |
| 311046 - | 2004 BF114               | 29 gennaio 2004  | LINEAR          |
| 311047 - | 2004 BL129               | 16 gennaio 2004  | Spacewatch      |
| 311048 - | 2004 BW138               | 19 gennaio 2004  | Spacewatch      |
| 311049 - | 2004 BU141               | 19 gennaio 2004  | Spacewatch      |
| 311050 - | 2004 BO143               | 19 gennaio 2004  | Spacewatch      |
| 311051 - | 2004 BU146               | 22 gennaio 2004  | LINEAR          |
| 311052 - | 2004 BW148               | 16 gennaio 2004  | Spacewatch      |
| 311053 - | 2004 BD154               | 28 gennaio 2004  | Spacewatch      |
| 311054 - | 2004 CX3                 | 10 febbraio 2004 | NEAT            |
| 311055 - | 2004 CG9                 | 11 febbraio 2004 | NEAT            |
| 311056 - | 2004 CX20                | 11 febbraio 2004 | Spacewatch      |
| 311057 - | 2004 CY42                | 11 febbraio 2004 | NEAT            |
| 311058 - | 2004 CK57                | 11 febbraio 2004 | LINEAR          |
| 311059 - | 2004 CJ59                | 10 febbraio 2004 | NEAT            |
| 311060 - | 2004 CN60                | 11 febbraio 2004 | NEAT            |
| 311061 - | 2004 CO65                | 14 febbraio 2004 | NEAT            |
| 311062 - | 2004 CJ66                | 15 febbraio 2004 | LINEAR          |
| 311063 - | 2004 CK67                | 10 febbraio 2004 | NEAT            |
| 311064 - | 2004 CQ69                | 11 febbraio 2004 | NEAT            |
| 311065 - | 2004 CF84                | 12 febbraio 2004 | NEAT            |
| 311066 - | 2004 DC                  | 16 febbraio 2004 | LINEAR          |
| 311067 - | 2004 DV                  | 16 febbraio 2004 | Spacewatch      |
| 311068 - | 2004 DD3                 | 16 febbraio 2004 | Spacewatch      |
| 311069 - | 2004 DW7                 | 17 febbraio 2004 | Spacewatch      |
| 311070 - | 2004 DU19                | 17 febbraio 2004 | LINEAR          |
| 311071 - | 2004 DV20                | 17 febbraio 2004 | LINEAR          |
| 311072 - | 2004 DN61                | 26 febbraio 2004 | LINEAR          |
| 311073 - | 2004 DM76                | 18 febbraio 2004 | LINEAR          |
| 311074 - | 2004 EW3                 | 10 marzo 2004    | NEAT            |
| 311075 - | 2004 EB5                 | 11 marzo 2004    | NEAT            |
| 311076 - | 2004 EY10                | 15 marzo 2004    | Yeung, W. K. Y. |
| 311077 - | 2004 EH18                | 12 marzo 2004    | NEAT            |
| 311078 - | 2004 EN28                | 15 marzo 2004    | Spacewatch      |
| 311079 - | 2004 EZ32                | 15 marzo 2004    | Spacewatch      |
| 311080 - | 2004 EW48                | 15 marzo 2004    | CSS             |
| 311081 - | 2004 EX52                | 15 marzo 2004    | LINEAR          |
| 311082 - | 2004 EL72                | 15 marzo 2004    | CSS             |
| 311083 - | 2004 EM74                | 13 marzo 2004    | NEAT            |
| 311084 - | 2004 EM88                | 14 marzo 2004    | Spacewatch      |
| 311085 - | 2004 EL93                | 15 marzo 2004    | LINEAR          |
| 311086 - | 2004 ET94                | 15 marzo 2004    | LINEAR          |
| 311087 - | 2004 EA95                | 15 marzo 2004    | LINEAR          |
| 311088 - | 2004 EX112               | 15 marzo 2004    | Spacewatch      |
| 311089 - | 2004 FJ13                | 16 marzo 2004    | CSS             |
| 311090 - | 2004 FC15                | 16 marzo 2004    | Spacewatch      |
| 311091 - | 2004 FL26                | 17 marzo 2004    | Spacewatch      |
| 311092 - | 2004 FD82                | 17 marzo 2004    | Spacewatch      |
| 311093 - | 2004 FX99                | 22 marzo 2004    | LINEAR          |
| 311094 - | 2004 FY126               | 27 marzo 2004    | LINEAR          |
| 311095 - | 2004 FC136               | 27 marzo 2004    | Spacewatch      |
| 311096 - | 2004 FR138               | 17 marzo 2004    | LINEAR          |
| 311097 - | 2004 FW143               | 28 marzo 2004    | LINEAR          |
| 311098 - | 2004 FL145               | 30 marzo 2004    | Spacewatch      |
| 311099 - | 2004 GT5                 | 11 aprile 2004   | NEAT            |
| 311100 - | 2004 GO71                | 13 aprile 2004   | NEAT            |

## 311101-311200
| Nome          | Designazione provvisoria | Data di scoperta  | Scopritore                  |
| ------------- | ------------------------ | ----------------- | --------------------------- |
| 311101 -      | 2004 GU74                | 15 aprile 2004    | LINEAR                      |
| 311102 -      | 2004 HR2                 | 16 aprile 2004    | LONEOS                      |
| 311103 -      | 2004 HL14                | 16 aprile 2004    | Spacewatch                  |
| 311104 -      | 2004 HR23                | 16 aprile 2004    | Spacewatch                  |
| 311105 -      | 2004 HV36                | 19 aprile 2004    | LINEAR                      |
| 311106 -      | 2004 HG43                | 20 aprile 2004    | Spacewatch                  |
| 311107 -      | 2004 HM52                | 24 aprile 2004    | LINEAR                      |
| 311108 -      | 2004 JT                  | 9 maggio 2004     | LINEAR                      |
| 311109 -      | 2004 JV3                 | 9 maggio 2004     | Spacewatch                  |
| 311110 -      | 2004 JS19                | 13 maggio 2004    | NEAT                        |
| 311111 -      | 2004 KK12                | 21 maggio 2004    | CSS                         |
| 311112 -      | 2004 LQ8                 | 12 giugno 2004    | CSS                         |
| 311113 -      | 2004 LB15                | 11 giugno 2004    | LINEAR                      |
| 311114 -      | 2004 LR25                | 15 giugno 2004    | LINEAR                      |
| 311115 -      | 2004 NN7                 | 14 luglio 2004    | LINEAR                      |
| 311116 -      | 2004 NZ23                | 14 luglio 2004    | LINEAR                      |
| 311117 -      | 2004 NV25                | 11 luglio 2004    | LINEAR                      |
| 311118 -      | 2004 OQ                  | 17 luglio 2004    | Yeung, W. K. Y.             |
| 311119 Pacner | 2004 PA20                | 8 agosto 2004     | Klet                        |
| 311120 -      | 2004 PW36                | 9 agosto 2004     | LINEAR                      |
| 311121 -      | 2004 PC47                | 8 agosto 2004     | NEAT                        |
| 311122 -      | 2004 PN92                | 12 agosto 2004    | NEAT                        |
| 311123 -      | 2004 PQ96                | 11 agosto 2004    | CINEOS                      |
| 311124 -      | 2004 PH97                | 8 agosto 2004     | LINEAR                      |
| 311125 -      | 2004 PN105               | 13 agosto 2004    | NEAT                        |
| 311126 -      | 2004 QJ24                | 27 agosto 2004    | LINEAR                      |
| 311127 -      | 2004 QK25                | 26 agosto 2004    | LINEAR                      |
| 311128 -      | 2004 QZ26                | 22 agosto 2004    | Spacewatch                  |
| 311129 -      | 2004 RX6                 | 5 settembre 2004  | NEAT                        |
| 311130 -      | 2004 RV13                | 6 settembre 2004  | Siding Spring Survey        |
| 311131 -      | 2004 RX56                | 8 settembre 2004  | LINEAR                      |
| 311132 -      | 2004 RA67                | 8 settembre 2004  | LINEAR                      |
| 311133 -      | 2004 RY86                | 7 settembre 2004  | NEAT                        |
| 311134 -      | 2004 RZ86                | 7 settembre 2004  | NEAT                        |
| 311135 -      | 2004 RJ108               | 9 settembre 2004  | Spacewatch                  |
| 311136 -      | 2004 RY136               | 8 settembre 2004  | CINEOS                      |
| 311137 -      | 2004 RK138               | 20 agosto 2004    | CSS                         |
| 311138 -      | 2004 RU144               | 9 settembre 2004  | LINEAR                      |
| 311139 -      | 2004 RQ155               | 10 settembre 2004 | LINEAR                      |
| 311140 -      | 2004 RY174               | 10 settembre 2004 | LINEAR                      |
| 311141 -      | 2004 RS200               | 10 settembre 2004 | LINEAR                      |
| 311142 -      | 2004 RZ205               | 10 settembre 2004 | LINEAR                      |
| 311143 -      | 2004 RL226               | 9 settembre 2004  | LINEAR                      |
| 311144 -      | 2004 RJ233               | 9 settembre 2004  | Spacewatch                  |
| 311145 -      | 2004 RX235               | 10 settembre 2004 | LINEAR                      |
| 311146 -      | 2004 RZ247               | 12 settembre 2004 | LINEAR                      |
| 311147 -      | 2004 RP248               | 12 settembre 2004 | LINEAR                      |
| 311148 -      | 2004 RZ308               | 13 settembre 2004 | Spacewatch                  |
| 311149 -      | 2004 RK316               | 11 settembre 2004 | LINEAR                      |
| 311150 -      | 2004 RB339               | 11 settembre 2004 | Broughton, J.               |
| 311151 -      | 2004 SK26                | 21 settembre 2004 | LINEAR                      |
| 311152 -      | 2004 SY33                | 17 settembre 2004 | LINEAR                      |
| 311153 -      | 2004 SM37                | 17 settembre 2004 | Spacewatch                  |
| 311154 -      | 2004 TF3                 | 4 ottobre 2004    | LINEAR                      |
| 311155 -      | 2004 TE17                | 12 ottobre 2004   | LINEAR                      |
| 311156 -      | 2004 TZ41                | 4 ottobre 2004    | Spacewatch                  |
| 311157 -      | 2004 TQ44                | 4 ottobre 2004    | Spacewatch                  |
| 311158 -      | 2004 TT55                | 4 ottobre 2004    | Spacewatch                  |
| 311159 -      | 2004 TZ62                | 5 ottobre 2004    | Spacewatch                  |
| 311160 -      | 2004 TG78                | 4 ottobre 2004    | LINEAR                      |
| 311161 -      | 2004 TZ87                | 5 ottobre 2004    | Spacewatch                  |
| 311162 -      | 2004 TR113               | 7 ottobre 2004    | NEAT                        |
| 311163 -      | 2004 TL138               | 9 ottobre 2004    | LONEOS                      |
| 311164 -      | 2004 TG143               | 4 ottobre 2004    | Spacewatch                  |
| 311165 -      | 2004 TO151               | 6 ottobre 2004    | Spacewatch                  |
| 311166 -      | 2004 TX181               | 7 ottobre 2004    | Spacewatch                  |
| 311167 -      | 2004 TV219               | 5 ottobre 2004    | Spacewatch                  |
| 311168 -      | 2004 TQ221               | 7 ottobre 2004    | LINEAR                      |
| 311169 -      | 2004 TD238               | 9 ottobre 2004    | LINEAR                      |
| 311170 -      | 2004 TX245               | 7 ottobre 2004    | LINEAR                      |
| 311171 -      | 2004 TW248               | 7 ottobre 2004    | Spacewatch                  |
| 311172 -      | 2004 TC260               | 9 ottobre 2004    | LINEAR                      |
| 311173 -      | 2004 TE295               | 10 ottobre 2004   | Spacewatch                  |
| 311174 -      | 2004 TT306               | 10 ottobre 2004   | LINEAR                      |
| 311175 -      | 2004 TT340               | 13 ottobre 2004   | LONEOS                      |
| 311176 -      | 2004 TX346               | 15 ottobre 2004   | LONEOS                      |
| 311177 -      | 2004 TL347               | 11 ottobre 2004   | Cernis, K., Zdanavicius, J. |
| 311178 -      | 2004 VU7                 | 31 marzo 2003     | Spacewatch                  |
| 311179 -      | 2004 VR33                | 3 novembre 2004   | Spacewatch                  |
| 311180 -      | 2004 VP43                | 4 novembre 2004   | Spacewatch                  |
| 311181 -      | 2004 VY58                | 9 novembre 2004   | CSS                         |
| 311182 -      | 2004 VA63                | 7 novembre 2004   | LINEAR                      |
| 311183 -      | 2004 VQ70                | 4 novembre 2004   | CSS                         |
| 311184 -      | 2004 WT                  | 17 novembre 2004  | Siding Spring Survey        |
| 311185 -      | 2004 XV2                 | 2 dicembre 2004   | CSS                         |
| 311186 -      | 2004 XV9                 | 2 dicembre 2004   | CSS                         |
| 311187 -      | 2004 XZ12                | 8 dicembre 2004   | LINEAR                      |
| 311188 -      | 2004 XX16                | 3 dicembre 2004   | Spacewatch                  |
| 311189 -      | 2004 XC17                | 3 dicembre 2004   | Spacewatch                  |
| 311190 -      | 2004 XO22                | 8 dicembre 2004   | LINEAR                      |
| 311191 -      | 2004 XF29                | 10 dicembre 2004  | Clingan, R.                 |
| 311192 -      | 2004 XG35                | 11 dicembre 2004  | LINEAR                      |
| 311193 -      | 2004 XD45                | 12 dicembre 2004  | Spacewatch                  |
| 311194 -      | 2004 XS62                | 9 dicembre 2004   | Jarnac                      |
| 311195 -      | 2004 XZ62                | 14 dicembre 2004  | Junk Bond                   |
| 311196 -      | 2004 XO76                | 10 dicembre 2004  | Spacewatch                  |
| 311197 -      | 2004 XS77                | 10 dicembre 2004  | LINEAR                      |
| 311198 -      | 2004 XY78                | 10 dicembre 2004  | LINEAR                      |
| 311199 -      | 2004 XV93                | 11 dicembre 2004  | Spacewatch                  |
| 311200 -      | 2004 XG94                | 11 dicembre 2004  | Spacewatch                  |

## 311201-311300
| Nome                | Designazione provvisoria | Data di scoperta | Scopritore          |
| ------------------- | ------------------------ | ---------------- | ------------------- |
| 311201 -            | 2004 XL105               | 11 dicembre 2004 | LINEAR              |
| 311202 -            | 2004 XF109               | 12 dicembre 2004 | Spacewatch          |
| 311203 -            | 2004 XD110               | 14 dicembre 2004 | LINEAR              |
| 311204 -            | 2004 XO116               | 12 dicembre 2004 | Spacewatch          |
| 311205 -            | 2004 XN134               | 15 dicembre 2004 | LINEAR              |
| 311206 -            | 2004 XR144               | 13 dicembre 2004 | CINEOS              |
| 311207 -            | 2004 XY161               | 15 dicembre 2004 | LINEAR              |
| 311208 -            | 2004 XH163               | 15 dicembre 2004 | Spacewatch          |
| 311209 -            | 2004 XM163               | 15 dicembre 2004 | Spacewatch          |
| 311210 -            | 2004 XO165               | 2 dicembre 2004  | LINEAR              |
| 311211 -            | 2004 YG20                | 18 dicembre 2004 | Mount Lemmon Survey |
| 311212 -            | 2004 YT23                | 18 dicembre 2004 | Mount Lemmon Survey |
| 311213 -            | 2004 YW31                | 19 dicembre 2004 | Spacewatch          |
| 311214 -            | 2005 AS6                 | 6 gennaio 2005   | CSS                 |
| 311215 -            | 2005 AQ18                | 7 gennaio 2005   | Spacewatch          |
| 311216 -            | 2005 AZ20                | 6 gennaio 2005   | LINEAR              |
| 311217 -            | 2005 AG21                | 6 gennaio 2005   | CSS                 |
| 311218 -            | 2005 AD23                | 7 gennaio 2005   | LINEAR              |
| 311219 -            | 2005 AQ23                | 7 gennaio 2005   | LINEAR              |
| 311220 -            | 2005 AE26                | 11 gennaio 2005  | LINEAR              |
| 311221 -            | 2005 AS28                | 15 gennaio 2005  | LINEAR              |
| 311222 -            | 2005 AX32                | 11 gennaio 2005  | LINEAR              |
| 311223 -            | 2005 AC41                | 15 gennaio 2005  | LINEAR              |
| 311224 -            | 2005 AA44                | 15 gennaio 2005  | Spacewatch          |
| 311225 -            | 2005 AQ76                | 15 gennaio 2005  | Spacewatch          |
| 311226 -            | 2005 AZ77                | 15 gennaio 2005  | Spacewatch          |
| 311227 -            | 2005 AJ80                | 15 gennaio 2005  | Spacewatch          |
| 311228 -            | 2005 BG1                 | 16 gennaio 2005  | LINEAR              |
| 311229 -            | 2005 BN7                 | 16 gennaio 2005  | LINEAR              |
| 311230 -            | 2005 BR16                | 16 gennaio 2005  | LINEAR              |
| 311231 Anuradhapura | 2005 BC23                | 16 gennaio 2005  | Spacewatch          |
| 311232 -            | 2005 BS25                | 18 gennaio 2005  | CSS                 |
| 311233 -            | 2005 CT9                 | 1 febbraio 2005  | Spacewatch          |
| 311234 -            | 2005 CO16                | 2 febbraio 2005  | LINEAR              |
| 311235 -            | 2005 CO17                | 2 febbraio 2005  | LINEAR              |
| 311236 -            | 2005 CN20                | 2 febbraio 2005  | CSS                 |
| 311237 -            | 2005 CG23                | 1 febbraio 2005  | NEAT                |
| 311238 -            | 2005 CH26                | 1 febbraio 2005  | NEAT                |
| 311239 -            | 2005 CB28                | 3 febbraio 2005  | LINEAR              |
| 311240 -            | 2005 CT30                | 1 febbraio 2005  | Spacewatch          |
| 311241 -            | 2005 CD57                | 2 febbraio 2005  | LINEAR              |
| 311242 -            | 2005 CM62                | 9 febbraio 2005  | LONEOS              |
| 311243 -            | 2005 CT68                | 3 febbraio 2005  | LINEAR              |
| 311244 -            | 2005 EP2                 | 3 marzo 2005     | Jarnac              |
| 311245 -            | 2005 EQ10                | 2 marzo 2005     | Spacewatch          |
| 311246 -            | 2005 EX13                | 3 marzo 2005     | Spacewatch          |
| 311247 -            | 2005 EU15                | 3 marzo 2005     | Spacewatch          |
| 311248 -            | 2005 EV18                | 3 marzo 2005     | Spacewatch          |
| 311249 -            | 2005 EO20                | 3 marzo 2005     | CSS                 |
| 311250 -            | 2005 EV20                | 3 marzo 2005     | CSS                 |
| 311251 -            | 2005 EU21                | 3 marzo 2005     | CSS                 |
| 311252 -            | 2005 EO27                | 3 marzo 2005     | CSS                 |
| 311253 -            | 2005 EY28                | 3 marzo 2005     | CSS                 |
| 311254 -            | 2005 EW38                | 8 marzo 2005     | Lowe, A.            |
| 311255 -            | 2005 EC43                | 3 marzo 2005     | Spacewatch          |
| 311256 -            | 2005 EO50                | 3 marzo 2005     | CSS                 |
| 311257 -            | 2005 EU65                | 4 marzo 2005     | Mount Lemmon Survey |
| 311258 -            | 2005 EW68                | 7 marzo 2005     | LINEAR              |
| 311259 -            | 2005 EX73                | 3 marzo 2005     | Spacewatch          |
| 311260 -            | 2005 EB74                | 3 marzo 2005     | Spacewatch          |
| 311261 -            | 2005 EA95                | 3 marzo 2005     | CSS                 |
| 311262 -            | 2005 EE95                | 8 marzo 2005     | Spacewatch          |
| 311263 -            | 2005 EK100               | 3 marzo 2005     | CSS                 |
| 311264 -            | 2005 EJ112               | 4 marzo 2005     | LINEAR              |
| 311265 -            | 2005 EL131               | 9 marzo 2005     | Mount Lemmon Survey |
| 311266 -            | 2005 EX131               | 9 marzo 2005     | CSS                 |
| 311267 -            | 2005 ED143               | 10 marzo 2005    | CSS                 |
| 311268 -            | 2005 EB164               | 10 marzo 2005    | Mount Lemmon Survey |
| 311269 -            | 2005 ET168               | 11 marzo 2005    | Mount Lemmon Survey |
| 311270 -            | 2005 EU189               | 11 marzo 2005    | Mount Lemmon Survey |
| 311271 -            | 2005 EZ193               | 11 marzo 2005    | Mount Lemmon Survey |
| 311272 -            | 2005 EP204               | 11 marzo 2005    | Mount Lemmon Survey |
| 311273 -            | 2005 EN225               | 9 marzo 2005     | Mount Lemmon Survey |
| 311274 -            | 2005 EK235               | 10 marzo 2005    | Mount Lemmon Survey |
| 311275 -            | 2005 EX247               | 12 marzo 2005    | Spacewatch          |
| 311276 -            | 2005 ED253               | 10 marzo 2005    | CSS                 |
| 311277 -            | 2005 EK253               | 11 marzo 2005    | Mount Lemmon Survey |
| 311278 -            | 2005 EW255               | 11 marzo 2005    | Mount Lemmon Survey |
| 311279 -            | 2005 ED259               | 11 marzo 2005    | Mount Lemmon Survey |
| 311280 -            | 2005 EC261               | 12 marzo 2005    | LINEAR              |
| 311281 -            | 2005 EK306               | 4 marzo 2005     | Mount Lemmon Survey |
| 311282 -            | 2005 EO315               | 11 marzo 2005    | Spacewatch          |
| 311283 -            | 2005 EF324               | 4 marzo 2005     | LINEAR              |
| 311284 -            | 2005 EY327               | 11 marzo 2005    | Spacewatch          |
| 311285 -            | 2005 FE1                 | 16 marzo 2005    | CSS                 |
| 311286 -            | 2005 GX10                | 1 aprile 2005    | Spacewatch          |
| 311287 -            | 2005 GQ13                | 1 aprile 2005    | LONEOS              |
| 311288 -            | 2005 GG39                | 4 aprile 2005    | Mount Lemmon Survey |
| 311289 -            | 2005 GO42                | 5 aprile 2005    | Mount Lemmon Survey |
| 311290 -            | 2005 GW50                | 1 aprile 2005    | Spacewatch          |
| 311291 -            | 2005 GF132               | 10 aprile 2005   | Spacewatch          |
| 311292 -            | 2005 GB137               | 10 aprile 2005   | Spacewatch          |
| 311293 -            | 2005 GQ138               | 12 aprile 2005   | Spacewatch          |
| 311294 -            | 2005 GQ159               | 12 aprile 2005   | Spacewatch          |
| 311295 -            | 2005 GQ173               | 14 aprile 2005   | Spacewatch          |
| 311296 -            | 2005 GW208               | 2 aprile 2005    | LONEOS              |
| 311297 -            | 2005 HD7                 | 30 aprile 2005   | Spacewatch          |
| 311298 -            | 2005 HH9                 | 17 aprile 2005   | Spacewatch          |
| 311299 -            | 2005 JV16                | 4 maggio 2005    | NEAT                |
| 311300 -            | 2005 JF34                | 4 maggio 2005    | Spacewatch          |

## 311301-311400
| Nome     | Designazione provvisoria | Data di scoperta  | Scopritore                   |
| -------- | ------------------------ | ----------------- | ---------------------------- |
| 311301 - | 2005 JA35                | 4 maggio 2005     | Spacewatch                   |
| 311302 - | 2005 JD44                | 4 maggio 2005     | LINEAR                       |
| 311303 - | 2005 JV46                | 3 maggio 2005     | Spacewatch                   |
| 311304 - | 2005 JU50                | 4 maggio 2005     | Spacewatch                   |
| 311305 - | 2005 JP101               | 9 maggio 2005     | Mount Lemmon Survey          |
| 311306 - | 2005 JB110               | 8 maggio 2005     | Spacewatch                   |
| 311307 - | 2005 JH118               | 10 maggio 2005    | Spacewatch                   |
| 311308 - | 2005 JX135               | 8 maggio 2005     | Spacewatch                   |
| 311309 - | 2005 KY3                 | 17 maggio 2005    | Mount Lemmon Survey          |
| 311310 - | 2005 KJ12                | 16 maggio 2005    | Siding Spring Survey         |
| 311311 - | 2005 LP                  | 1 giugno 2005     | Mount Lemmon Survey          |
| 311312 - | 2005 LK5                 | 2 giugno 2005     | CSS                          |
| 311313 - | 2005 LG34                | 10 giugno 2005    | Spacewatch                   |
| 311314 - | 2005 MV4                 | 17 giugno 2005    | Mount Lemmon Survey          |
| 311315 - | 2005 MC8                 | 27 giugno 2005    | Spacewatch                   |
| 311316 - | 2005 MZ17                | 27 giugno 2005    | Spacewatch                   |
| 311317 - | 2005 MH27                | 29 giugno 2005    | Spacewatch                   |
| 311318 - | 2005 MW33                | 29 giugno 2005    | Spacewatch                   |
| 311319 - | 2005 ME37                | 30 giugno 2005    | Spacewatch                   |
| 311320 - | 2005 MH47                | 29 giugno 2005    | Spacewatch                   |
| 311321 - | 2005 NP1                 | 3 luglio 2005     | Siding Spring Survey         |
| 311322 - | 2005 NX6                 | 4 luglio 2005     | Spacewatch                   |
| 311323 - | 2005 NA11                | 3 luglio 2005     | Mount Lemmon Survey          |
| 311324 - | 2005 NU22                | 2 luglio 2005     | CSS                          |
| 311325 - | 2005 NO23                | 4 luglio 2005     | Spacewatch                   |
| 311326 - | 2005 NE29                | 5 luglio 2005     | NEAT                         |
| 311327 - | 2005 NK30                | 4 luglio 2005     | Spacewatch                   |
| 311328 - | 2005 NE51                | 7 luglio 2005     | Spacewatch                   |
| 311329 - | 2005 NG69                | 4 luglio 2005     | Spacewatch                   |
| 311330 - | 2005 NM69                | 4 luglio 2005     | Mount Lemmon Survey          |
| 311331 - | 2005 NZ94                | 6 luglio 2005     | LONEOS                       |
| 311332 - | 2005 OY                  | 16 luglio 2005    | Broughton, J.                |
| 311333 - | 2005 OV9                 | 27 luglio 2005    | NEAT                         |
| 311334 - | 2005 OH20                | 28 luglio 2005    | NEAT                         |
| 311335 - | 2005 OP28                | 31 luglio 2005    | NEAT                         |
| 311336 - | 2005 QX24                | 27 agosto 2005    | Spacewatch                   |
| 311337 - | 2005 QY43                | 26 agosto 2005    | NEAT                         |
| 311338 - | 2005 QA47                | 26 agosto 2005    | NEAT                         |
| 311339 - | 2005 QK56                | 28 agosto 2005    | Spacewatch                   |
| 311340 - | 2005 QX58                | 25 agosto 2005    | NEAT                         |
| 311341 - | 2005 QY61                | 26 agosto 2005    | NEAT                         |
| 311342 - | 2005 QW78                | 25 agosto 2005    | NEAT                         |
| 311343 - | 2005 QP92                | 26 agosto 2005    | NEAT                         |
| 311344 - | 2005 QB122               | 28 agosto 2005    | Spacewatch                   |
| 311345 - | 2005 QU128               | 28 agosto 2005    | Spacewatch                   |
| 311346 - | 2005 QJ151               | 30 agosto 2005    | Spacewatch                   |
| 311347 - | 2005 QJ156               | 30 agosto 2005    | NEAT                         |
| 311348 - | 2005 QS179               | 26 agosto 2005    | NEAT                         |
| 311349 - | 2005 QO182               | 29 agosto 2005    | Spacewatch                   |
| 311350 - | 2005 QR190               | 26 agosto 2005    | NEAT                         |
| 311351 - | 2005 QS190               | 31 agosto 2005    | NEAT                         |
| 311352 - | 2005 RQ21                | 6 settembre 2005  | LONEOS                       |
| 311353 - | 2005 RZ26                | 10 settembre 2005 | LONEOS                       |
| 311354 - | 2005 RL27                | 10 settembre 2005 | LONEOS                       |
| 311355 - | 2005 RO32                | 13 settembre 2005 | Cooney Jr., W. R., Gross, J. |
| 311356 - | 2005 RY42                | 13 settembre 2005 | Spacewatch                   |
| 311357 - | 2005 RV44                | 2 settembre 2005  | NEAT                         |
| 311358 - | 2005 SU                  | 22 settembre 2005 | NEAT                         |
| 311359 - | 2005 SD7                 | 24 settembre 2005 | Spacewatch                   |
| 311360 - | 2005 SD30                | 23 settembre 2005 | Spacewatch                   |
| 311361 - | 2005 SW39                | 24 settembre 2005 | Spacewatch                   |
| 311362 - | 2005 SX46                | 24 settembre 2005 | Spacewatch                   |
| 311363 - | 2005 SA74                | 23 settembre 2005 | Siding Spring Survey         |
| 311364 - | 2005 SU85                | 24 settembre 2005 | Spacewatch                   |
| 311365 - | 2005 SM99                | 25 settembre 2005 | Spacewatch                   |
| 311366 - | 2005 SV101               | 25 settembre 2005 | Spacewatch                   |
| 311367 - | 2005 SZ109               | 26 settembre 2005 | Spacewatch                   |
| 311368 - | 2005 SQ141               | 25 settembre 2005 | Spacewatch                   |
| 311369 - | 2005 SF147               | 25 settembre 2005 | Spacewatch                   |
| 311370 - | 2005 SL148               | 25 settembre 2005 | Spacewatch                   |
| 311371 - | 2005 SX158               | 26 settembre 2005 | Spacewatch                   |
| 311372 - | 2005 SZ172               | 29 settembre 2005 | Spacewatch                   |
| 311373 - | 2005 SC175               | 29 settembre 2005 | Spacewatch                   |
| 311374 - | 2005 SP200               | 30 settembre 2005 | Spacewatch                   |
| 311375 - | 2005 SH203               | 30 settembre 2005 | LONEOS                       |
| 311376 - | 2005 SO218               | 30 settembre 2005 | NEAT                         |
| 311377 - | 2005 SF221               | 29 settembre 2005 | Spacewatch                   |
| 311378 - | 2005 SF223               | 28 settembre 2005 | NEAT                         |
| 311379 - | 2005 SR232               | 30 settembre 2005 | Mount Lemmon Survey          |
| 311380 - | 2005 SP245               | 30 settembre 2005 | NEAT                         |
| 311381 - | 2005 SD252               | 24 settembre 2005 | NEAT                         |
| 311382 - | 2005 SU266               | 29 settembre 2005 | LONEOS                       |
| 311383 - | 2005 SO279               | 23 settembre 2005 | Spacewatch                   |
| 311384 - | 2005 SK285               | 25 settembre 2005 | Becker, A. C.                |
| 311385 - | 2005 SM289               | 24 settembre 2005 | Spacewatch                   |
| 311386 - | 2005 SR291               | 25 settembre 2005 | Spacewatch                   |
| 311387 - | 2005 TK11                | 1 ottobre 2005    | Spacewatch                   |
| 311388 - | 2005 TW14                | 3 ottobre 2005    | NEAT                         |
| 311389 - | 2005 TB26                | 1 ottobre 2005    | Mount Lemmon Survey          |
| 311390 - | 2005 TA30                | 4 ottobre 2005    | NEAT                         |
| 311391 - | 2005 TZ31                | 1 ottobre 2005    | Spacewatch                   |
| 311392 - | 2005 TW41                | 3 ottobre 2005    | LINEAR                       |
| 311393 - | 2005 TA47                | 3 ottobre 2005    | CSS                          |
| 311394 - | 2005 TA59                | 1 ottobre 2005    | Mount Lemmon Survey          |
| 311395 - | 2005 TC88                | 5 ottobre 2005    | CSS                          |
| 311396 - | 2005 TL107               | 4 ottobre 2005    | Mount Lemmon Survey          |
| 311397 - | 2005 TH129               | 7 ottobre 2005    | Spacewatch                   |
| 311398 - | 2005 TQ161               | 9 ottobre 2005    | Spacewatch                   |
| 311399 - | 2005 TG163               | 9 ottobre 2005    | Spacewatch                   |
| 311400 - | 2005 TF171               | 10 ottobre 2005   | LONEOS                       |

## 311401-311500
| Nome     | Designazione provvisoria | Data di scoperta | Scopritore          |
| -------- | ------------------------ | ---------------- | ------------------- |
| 311401 - | 2005 TE189               | 13 ottobre 2005  | Spacewatch          |
| 311402 - | 2005 UU7                 | 26 ottobre 2005  | Rinner, C.          |
| 311403 - | 2005 UC9                 | 21 ottobre 2005  | NEAT                |
| 311404 - | 2005 US9                 | 21 ottobre 2005  | NEAT                |
| 311405 - | 2005 UD12                | 22 ottobre 2005  | Spacewatch          |
| 311406 - | 2005 UL13                | 22 ottobre 2005  | Spacewatch          |
| 311407 - | 2005 UE23                | 23 ottobre 2005  | Spacewatch          |
| 311408 - | 2005 UF24                | 23 ottobre 2005  | Spacewatch          |
| 311409 - | 2005 UW24                | 23 ottobre 2005  | Spacewatch          |
| 311410 - | 2005 UM25                | 23 ottobre 2005  | Spacewatch          |
| 311411 - | 2005 UE55                | 23 ottobre 2005  | CSS                 |
| 311412 - | 2005 UW60                | 25 ottobre 2005  | Mount Lemmon Survey |
| 311413 - | 2005 UX63                | 25 ottobre 2005  | Mount Lemmon Survey |
| 311414 - | 2005 UA70                | 23 ottobre 2005  | CSS                 |
| 311415 - | 2005 UD71                | 23 ottobre 2005  | CSS                 |
| 311416 - | 2005 UQ76                | 24 ottobre 2005  | NEAT                |
| 311417 - | 2005 UQ77                | 24 ottobre 2005  | NEAT                |
| 311418 - | 2005 UV80                | 25 ottobre 2005  | CSS                 |
| 311419 - | 2005 UK91                | 22 ottobre 2005  | Spacewatch          |
| 311420 - | 2005 UP93                | 22 ottobre 2005  | Spacewatch          |
| 311421 - | 2005 UA101               | 22 ottobre 2005  | Spacewatch          |
| 311422 - | 2005 US107               | 22 ottobre 2005  | NEAT                |
| 311423 - | 2005 UG119               | 24 ottobre 2005  | Spacewatch          |
| 311424 - | 2005 UW127               | 24 ottobre 2005  | Spacewatch          |
| 311425 - | 2005 UM128               | 24 ottobre 2005  | Spacewatch          |
| 311426 - | 2005 UQ129               | 24 ottobre 2005  | Spacewatch          |
| 311427 - | 2005 UN131               | 24 ottobre 2005  | NEAT                |
| 311428 - | 2005 UU134               | 25 ottobre 2005  | LONEOS              |
| 311429 - | 2005 UT166               | 24 ottobre 2005  | Spacewatch          |
| 311430 - | 2005 UJ167               | 24 ottobre 2005  | Spacewatch          |
| 311431 - | 2005 UR175               | 24 ottobre 2005  | Spacewatch          |
| 311432 - | 2005 US175               | 24 ottobre 2005  | Spacewatch          |
| 311433 - | 2005 UV175               | 24 ottobre 2005  | Spacewatch          |
| 311434 - | 2005 UX198               | 25 ottobre 2005  | Spacewatch          |
| 311435 - | 2005 UJ218               | 23 ottobre 2005  | CSS                 |
| 311436 - | 2005 UC219               | 25 ottobre 2005  | Spacewatch          |
| 311437 - | 2005 UL219               | 25 ottobre 2005  | Spacewatch          |
| 311438 - | 2005 UN228               | 25 ottobre 2005  | Spacewatch          |
| 311439 - | 2005 UA229               | 25 ottobre 2005  | Spacewatch          |
| 311440 - | 2005 UE230               | 25 ottobre 2005  | Spacewatch          |
| 311441 - | 2005 UV232               | 25 ottobre 2005  | Spacewatch          |
| 311442 - | 2005 UZ233               | 25 ottobre 2005  | Spacewatch          |
| 311443 - | 2005 UK237               | 25 ottobre 2005  | Spacewatch          |
| 311444 - | 2005 UR245               | 26 ottobre 2005  | Spacewatch          |
| 311445 - | 2005 UZ255               | 24 ottobre 2005  | Spacewatch          |
| 311446 - | 2005 UV261               | 26 ottobre 2005  | Spacewatch          |
| 311447 - | 2005 UY274               | 28 ottobre 2005  | Mount Lemmon Survey |
| 311448 - | 2005 UG287               | 26 ottobre 2005  | Spacewatch          |
| 311449 - | 2005 UW288               | 26 ottobre 2005  | Spacewatch          |
| 311450 - | 2005 UB293               | 26 ottobre 2005  | Spacewatch          |
| 311451 - | 2005 UZ317               | 27 ottobre 2005  | Spacewatch          |
| 311452 - | 2005 UG325               | 29 ottobre 2005  | Mount Lemmon Survey |
| 311453 - | 2005 UJ341               | 31 ottobre 2005  | Mount Lemmon Survey |
| 311454 - | 2005 UF351               | 29 ottobre 2005  | CSS                 |
| 311455 - | 2005 UJ351               | 29 ottobre 2005  | CSS                 |
| 311456 - | 2005 UN375               | 27 ottobre 2005  | Spacewatch          |
| 311457 - | 2005 UL385               | 28 ottobre 2005  | CSS                 |
| 311458 - | 2005 UB386               | 29 ottobre 2005  | Mount Lemmon Survey |
| 311459 - | 2005 UE397               | 28 ottobre 2005  | Mount Lemmon Survey |
| 311460 - | 2005 UA416               | 25 ottobre 2005  | Spacewatch          |
| 311461 - | 2005 UY429               | 28 ottobre 2005  | Spacewatch          |
| 311462 - | 2005 UP432               | 28 ottobre 2005  | Spacewatch          |
| 311463 - | 2005 UO440               | 29 ottobre 2005  | CSS                 |
| 311464 - | 2005 UJ452               | 28 ottobre 2005  | CINEOS              |
| 311465 - | 2005 UQ455               | 29 ottobre 2005  | CSS                 |
| 311466 - | 2005 UN458               | 30 ottobre 2005  | Mount Lemmon Survey |
| 311467 - | 2005 UH459               | 31 ottobre 2005  | Spacewatch          |
| 311468 - | 2005 UP475               | 22 ottobre 2005  | NEAT                |
| 311469 - | 2005 UQ485               | 22 ottobre 2005  | CSS                 |
| 311470 - | 2005 UV487               | 23 ottobre 2005  | CSS                 |
| 311471 - | 2005 UX489               | 23 ottobre 2005  | CSS                 |
| 311472 - | 2005 UL495               | 26 ottobre 2005  | LINEAR              |
| 311473 - | 2005 UV496               | 27 ottobre 2005  | NEAT                |
| 311474 - | 2005 UD499               | 27 ottobre 2005  | LINEAR              |
| 311475 - | 2005 UW500               | 27 ottobre 2005  | CSS                 |
| 311476 - | 2005 UA502               | 28 ottobre 2005  | CSS                 |
| 311477 - | 2005 UQ511               | 28 ottobre 2005  | Spacewatch          |
| 311478 - | 2005 UG516               | 29 ottobre 2005  | Mount Lemmon Survey |
| 311479 - | 2005 UJ516               | 29 ottobre 2005  | Mount Lemmon Survey |
| 311480 - | 2005 VQ15                | 1 novembre 2005  | CSS                 |
| 311481 - | 2005 VS30                | 4 novembre 2005  | Spacewatch          |
| 311482 - | 2005 VJ33                | 23 ottobre 2005  | NEAT                |
| 311483 - | 2005 VR47                | 5 novembre 2005  | Spacewatch          |
| 311484 - | 2005 VM49                | 2 novembre 2005  | LINEAR              |
| 311485 - | 2005 VB53                | 3 novembre 2005  | LINEAR              |
| 311486 - | 2005 VZ55                | 4 novembre 2005  | CSS                 |
| 311487 - | 2005 VU97                | 5 novembre 2005  | Spacewatch          |
| 311488 - | 2005 VE107               | 5 novembre 2005  | Spacewatch          |
| 311489 - | 2005 VY110               | 6 novembre 2005  | Mount Lemmon Survey |
| 311490 - | 2005 VZ117               | 12 novembre 2005 | LINEAR              |
| 311491 - | 2005 VT120               | 4 novembre 2005  | CSS                 |
| 311492 - | 2005 WD4                 | 18 novembre 2005 | NEAT                |
| 311493 - | 2005 WP10                | 22 novembre 2005 | Spacewatch          |
| 311494 - | 2005 WR26                | 21 novembre 2005 | Spacewatch          |
| 311495 - | 2005 WQ27                | 21 novembre 2005 | Spacewatch          |
| 311496 - | 2005 WQ42                | 21 novembre 2005 | Spacewatch          |
| 311497 - | 2005 WB47                | 25 novembre 2005 | Spacewatch          |
| 311498 - | 2005 WO56                | 29 novembre 2005 | LINEAR              |
| 311499 - | 2005 WM57                | 30 novembre 2005 | Mayhill             |
| 311500 - | 2005 WE64                | 25 novembre 2005 | Spacewatch          |

## 311501-311600
| Nome     | Designazione provvisoria | Data di scoperta | Scopritore           |
| -------- | ------------------------ | ---------------- | -------------------- |
| 311501 - | 2005 WT66                | 22 novembre 2005 | Spacewatch           |
| 311502 - | 2005 WV68                | 25 novembre 2005 | Mount Lemmon Survey  |
| 311503 - | 2005 WU74                | 28 novembre 2005 | NEAT                 |
| 311504 - | 2005 WB112               | 30 novembre 2005 | Mount Lemmon Survey  |
| 311505 - | 2005 WM114               | 28 novembre 2005 | LINEAR               |
| 311506 - | 2005 WL117               | 28 novembre 2005 | LINEAR               |
| 311507 - | 2005 WM121               | 30 novembre 2005 | Mount Lemmon Survey  |
| 311508 - | 2005 WB139               | 26 novembre 2005 | Mount Lemmon Survey  |
| 311509 - | 2005 WS140               | 26 novembre 2005 | Mount Lemmon Survey  |
| 311510 - | 2005 WO144               | 24 novembre 2005 | NEAT                 |
| 311511 - | 2005 WL150               | 28 novembre 2005 | LINEAR               |
| 311512 - | 2005 WH151               | 28 novembre 2005 | LINEAR               |
| 311513 - | 2005 WX155               | 29 novembre 2005 | NEAT                 |
| 311514 - | 2005 WB156               | 29 novembre 2005 | NEAT                 |
| 311515 - | 2005 WK172               | 5 novembre 2005  | Mount Lemmon Survey  |
| 311516 - | 2005 WN174               | 30 novembre 2005 | Mount Lemmon Survey  |
| 311517 - | 2005 WY178               | 26 novembre 2005 | CSS                  |
| 311518 - | 2005 WG179               | 21 novembre 2005 | LONEOS               |
| 311519 - | 2005 WJ190               | 20 novembre 2005 | NEAT                 |
| 311520 - | 2005 XH3                 | 1 dicembre 2005  | Mount Lemmon Survey  |
| 311521 - | 2005 XF12                | 1 dicembre 2005  | LINEAR               |
| 311522 - | 2005 XK33                | 4 dicembre 2005  | Spacewatch           |
| 311523 - | 2005 XZ77                | 9 dicembre 2005  | Sposetti, S.         |
| 311524 - | 2005 XD84                | 7 dicembre 2005  | CSS                  |
| 311525 - | 2005 XE91                | 10 dicembre 2005 | Spacewatch           |
| 311526 - | 2005 YN25                | 24 dicembre 2005 | Spacewatch           |
| 311527 - | 2005 YL34                | 24 dicembre 2005 | Spacewatch           |
| 311528 - | 2005 YL41                | 21 dicembre 2005 | CSS                  |
| 311529 - | 2005 YL46                | 25 dicembre 2005 | Spacewatch           |
| 311530 - | 2005 YY49                | 25 dicembre 2005 | Spacewatch           |
| 311531 - | 2005 YJ52                | 26 dicembre 2005 | Mount Lemmon Survey  |
| 311532 - | 2005 YM62                | 24 dicembre 2005 | Spacewatch           |
| 311533 - | 2005 YG103               | 25 dicembre 2005 | Spacewatch           |
| 311534 - | 2005 YF109               | 25 dicembre 2005 | Spacewatch           |
| 311535 - | 2005 YB112               | 25 dicembre 2005 | Mount Lemmon Survey  |
| 311536 - | 2005 YO116               | 25 dicembre 2005 | Spacewatch           |
| 311537 - | 2005 YQ121               | 28 dicembre 2005 | CSS                  |
| 311538 - | 2005 YX155               | 25 dicembre 2005 | Spacewatch           |
| 311539 - | 2005 YL173               | 24 dicembre 2005 | LINEAR               |
| 311540 - | 2005 YW199               | 26 dicembre 2005 | Spacewatch           |
| 311541 - | 2005 YG213               | 29 dicembre 2005 | NEAT                 |
| 311542 - | 2005 YF214               | 30 dicembre 2005 | CSS                  |
| 311543 - | 2005 YS220               | 29 dicembre 2005 | NEAT                 |
| 311544 - | 2005 YE231               | 27 dicembre 2005 | Mount Lemmon Survey  |
| 311545 - | 2005 YP234               | 28 dicembre 2005 | Spacewatch           |
| 311546 - | 2005 YD250               | 28 dicembre 2005 | Spacewatch           |
| 311547 - | 2005 YV274               | 25 dicembre 2005 | CSS                  |
| 311548 - | 2006 AG7                 | 5 gennaio 2006   | LONEOS               |
| 311549 - | 2006 AQ13                | 5 gennaio 2006   | Mount Lemmon Survey  |
| 311550 - | 2006 AR53                | 5 gennaio 2006   | Spacewatch           |
| 311551 - | 2006 AC91                | 6 gennaio 2006   | Mount Lemmon Survey  |
| 311552 - | 2006 BN54                | 25 gennaio 2006  | Spacewatch           |
| 311553 - | 2006 BN100               | 28 gennaio 2006  | Yeung, W. K. Y.      |
| 311554 - | 2006 BQ147               | 31 gennaio 2006  | Siding Spring Survey |
| 311555 - | 2006 BA148               | 31 gennaio 2006  | Spacewatch           |
| 311556 - | 2006 BF165               | 26 gennaio 2006  | CSS                  |
| 311557 - | 2006 BY199               | 30 gennaio 2006  | Spacewatch           |
| 311558 - | 2006 BE216               | 26 gennaio 2006  | CSS                  |
| 311559 - | 2006 BK226               | 30 gennaio 2006  | Spacewatch           |
| 311560 - | 2006 BS227               | 30 gennaio 2006  | Spacewatch           |
| 311561 - | 2006 BF252               | 31 gennaio 2006  | Spacewatch           |
| 311562 - | 2006 CF8                 | 1 febbraio 2006  | Mount Lemmon Survey  |
| 311563 - | 2006 CY37                | 2 febbraio 2006  | Mount Lemmon Survey  |
| 311564 - | 2006 DA39                | 21 febbraio 2006 | Mount Lemmon Survey  |
| 311565 - | 2006 DN46                | 20 febbraio 2006 | CSS                  |
| 311566 - | 2006 DK150               | 25 febbraio 2006 | Spacewatch           |
| 311567 - | 2006 DA176               | 27 febbraio 2006 | Mount Lemmon Survey  |
| 311568 - | 2006 DP214               | 20 febbraio 2006 | Spacewatch           |
| 311569 - | 2006 EN33                | 3 marzo 2006     | CSS                  |
| 311570 - | 2006 FB17                | 23 marzo 2006    | Mount Lemmon Survey  |
| 311571 - | 2006 FG18                | 23 marzo 2006    | Spacewatch           |
| 311572 - | 2006 FH42                | 26 marzo 2006    | Mount Lemmon Survey  |
| 311573 - | 2006 GA7                 | 2 aprile 2006    | Spacewatch           |
| 311574 - | 2006 GT12                | 2 aprile 2006    | Spacewatch           |
| 311575 - | 2006 GX26                | 2 aprile 2006    | Spacewatch           |
| 311576 - | 2006 GQ27                | 6 febbraio 1995  | Spacewatch           |
| 311577 - | 2006 GZ30                | 2 aprile 2006    | Mount Lemmon Survey  |
| 311578 - | 2006 GO40                | 6 aprile 2006    | CSS                  |
| 311579 - | 2006 HM5                 | 19 aprile 2006   | CSS                  |
| 311580 - | 2006 HF30                | 19 aprile 2006   | NEAT                 |
| 311581 - | 2006 HO35                | 19 aprile 2006   | CSS                  |
| 311582 - | 2006 HN45                | 25 aprile 2006   | Spacewatch           |
| 311583 - | 2006 HL49                | 25 aprile 2006   | Spacewatch           |
| 311584 - | 2006 HY65                | 24 aprile 2006   | Spacewatch           |
| 311585 - | 2006 HN71                | 25 aprile 2006   | Spacewatch           |
| 311586 - | 2006 HV96                | 30 aprile 2006   | Spacewatch           |
| 311587 - | 2006 HS102               | 30 aprile 2006   | Spacewatch           |
| 311588 - | 2006 HT120               | 30 aprile 2006   | Spacewatch           |
| 311589 - | 2006 HZ151               | 21 aprile 2006   | CSS                  |
| 311590 - | 2006 HB152               | 24 aprile 2006   | Mount Lemmon Survey  |
| 311591 - | 2006 JY35                | 4 maggio 2006    | Spacewatch           |
| 311592 - | 2006 JC42                | 9 maggio 2006    | Mount Lemmon Survey  |
| 311593 - | 2006 JO45                | 8 maggio 2006    | Mount Lemmon Survey  |
| 311594 - | 2006 KN23                | 16 maggio 2006   | Siding Spring Survey |
| 311595 - | 2006 KL29                | 20 maggio 2006   | Spacewatch           |
| 311596 - | 2006 KY40                | 6 maggio 2006    | Mount Lemmon Survey  |
| 311597 - | 2006 KT48                | 21 maggio 2006   | Spacewatch           |
| 311598 - | 2006 KL59                | 22 maggio 2006   | Spacewatch           |
| 311599 - | 2006 KN59                | 22 maggio 2006   | Spacewatch           |
| 311600 - | 2006 KH67                | 24 maggio 2006   | Mount Lemmon Survey  |

## 311601-311700
| Nome     | Designazione provvisoria | Data di scoperta  | Scopritore           |
| -------- | ------------------------ | ----------------- | -------------------- |
| 311601 - | 2006 KD72                | 22 maggio 2006    | Spacewatch           |
| 311602 - | 2006 KA91                | 24 maggio 2006    | Mount Lemmon Survey  |
| 311603 - | 2006 KD121               | 21 maggio 2006    | Siding Spring Survey |
| 311604 - | 2006 KD137               | 25 maggio 2006    | Wiegert, P. A.       |
| 311605 - | 2006 MK7                 | 18 giugno 2006    | Spacewatch           |
| 311606 - | 2006 MW7                 | 18 giugno 2006    | Spacewatch           |
| 311607 - | 2006 MV8                 | 19 giugno 2006    | Mount Lemmon Survey  |
| 311608 - | 2006 OT2                 | 20 luglio 2006    | LINEAR               |
| 311609 - | 2006 OC16                | 30 luglio 2006    | Broughton, J.        |
| 311610 - | 2006 OE17                | 21 luglio 2006    | CSS                  |
| 311611 - | 2006 OD20                | 18 luglio 2006    | Siding Spring Survey |
| 311612 - | 2006 PV11                | 13 agosto 2006    | NEAT                 |
| 311613 - | 2006 PD25                | 13 agosto 2006    | NEAT                 |
| 311614 - | 2006 PA29                | 10 agosto 2006    | NEAT                 |
| 311615 - | 2006 PP31                | 14 agosto 2006    | Siding Spring Survey |
| 311616 - | 2006 PT40                | 14 agosto 2006    | NEAT                 |
| 311617 - | 2006 PS43                | 12 agosto 2006    | NEAT                 |
| 311618 - | 2006 QO3                 | 18 agosto 2006    | LINEAR               |
| 311619 - | 2006 QV5                 | 18 agosto 2006    | Broughton, J.        |
| 311620 - | 2006 QM7                 | 18 agosto 2006    | Spacewatch           |
| 311621 - | 2006 QZ12                | 16 agosto 2006    | Siding Spring Survey |
| 311622 - | 2006 QW20                | 18 agosto 2006    | LONEOS               |
| 311623 - | 2006 QZ22                | 19 agosto 2006    | LONEOS               |
| 311624 - | 2006 QA23                | 19 agosto 2006    | LONEOS               |
| 311625 - | 2006 QK23                | 20 agosto 2006    | Dax                  |
| 311626 - | 2006 QF28                | 20 agosto 2006    | Spacewatch           |
| 311627 - | 2006 QW38                | 18 agosto 2006    | LONEOS               |
| 311628 - | 2006 QL51                | 23 agosto 2006    | NEAT                 |
| 311629 - | 2006 QC57                | 19 agosto 2006    | Spacewatch           |
| 311630 - | 2006 QG66                | 20 agosto 2006    | NEAT                 |
| 311631 - | 2006 QS115               | 27 agosto 2006    | LONEOS               |
| 311632 - | 2006 QS126               | 16 agosto 2006    | NEAT                 |
| 311633 - | 2006 QC130               | 19 agosto 2006    | NEAT                 |
| 311634 - | 2006 QB131               | 20 agosto 2006    | NEAT                 |
| 311635 - | 2006 QK131               | 22 agosto 2006    | NEAT                 |
| 311636 - | 2006 QZ144               | 29 agosto 2006    | LONEOS               |
| 311637 - | 2006 QN167               | 30 agosto 2006    | LONEOS               |
| 311638 - | 2006 QV168               | 30 agosto 2006    | LONEOS               |
| 311639 - | 2006 QZ168               | 30 agosto 2006    | LONEOS               |
| 311640 - | 2006 QB186               | 28 agosto 2006    | Spacewatch           |
| 311641 - | 2006 RZ1                 | 11 settembre 2006 | CSS                  |
| 311642 - | 2006 RH5                 | 14 settembre 2006 | CSS                  |
| 311643 - | 2006 RY6                 | 14 settembre 2006 | CSS                  |
| 311644 - | 2006 RH14                | 14 settembre 2006 | Spacewatch           |
| 311645 - | 2006 RW22                | 15 settembre 2006 | Tucker, R. A.        |
| 311646 - | 2006 RG32                | 15 settembre 2006 | Spacewatch           |
| 311647 - | 2006 RO32                | 15 settembre 2006 | Spacewatch           |
| 311648 - | 2006 RN34                | 12 settembre 2006 | CSS                  |
| 311649 - | 2006 RJ35                | 14 settembre 2006 | CSS                  |
| 311650 - | 2006 RN62                | 12 settembre 2006 | CSS                  |
| 311651 - | 2006 RA69                | 15 settembre 2006 | Spacewatch           |
| 311652 - | 2006 RR70                | 15 settembre 2006 | Spacewatch           |
| 311653 - | 2006 RA76                | 15 settembre 2006 | Spacewatch           |
| 311654 - | 2006 RQ84                | 15 settembre 2006 | Spacewatch           |
| 311655 - | 2006 RL88                | 15 settembre 2006 | Spacewatch           |
| 311656 - | 2006 RE89                | 15 settembre 2006 | Spacewatch           |
| 311657 - | 2006 RS94                | 15 settembre 2006 | Spacewatch           |
| 311658 - | 2006 RW120               | 14 settembre 2006 | Spacewatch           |
| 311659 - | 2006 SS8                 | 16 settembre 2006 | CSS                  |
| 311660 - | 2006 SV13                | 17 settembre 2006 | Spacewatch           |
| 311661 - | 2006 SQ15                | 17 settembre 2006 | CSS                  |
| 311662 - | 2006 SX15                | 17 settembre 2006 | CSS                  |
| 311663 - | 2006 SK27                | 16 settembre 2006 | CSS                  |
| 311664 - | 2006 SS28                | 17 settembre 2006 | Spacewatch           |
| 311665 - | 2006 SM33                | 17 settembre 2006 | CSS                  |
| 311666 - | 2006 SG35                | 17 settembre 2006 | Spacewatch           |
| 311667 - | 2006 SU35                | 17 settembre 2006 | LONEOS               |
| 311668 - | 2006 SM39                | 18 settembre 2006 | CSS                  |
| 311669 - | 2006 ST39                | 18 settembre 2006 | CSS                  |
| 311670 - | 2006 SM46                | 19 settembre 2006 | LONEOS               |
| 311671 - | 2006 SC48                | 19 settembre 2006 | Spacewatch           |
| 311672 - | 2006 SJ51                | 17 settembre 2006 | LONEOS               |
| 311673 - | 2006 SX53                | 16 settembre 2006 | CSS                  |
| 311674 - | 2006 SU56                | 20 settembre 2006 | CSS                  |
| 311675 - | 2006 SZ60                | 18 settembre 2006 | CSS                  |
| 311676 - | 2006 SU62                | 18 settembre 2006 | CSS                  |
| 311677 - | 2006 SN64                | 17 settembre 2006 | Spacewatch           |
| 311678 - | 2006 SJ66                | 19 settembre 2006 | Spacewatch           |
| 311679 - | 2006 SD70                | 19 settembre 2006 | Spacewatch           |
| 311680 - | 2006 SL74                | 19 settembre 2006 | Spacewatch           |
| 311681 - | 2006 SV77                | 17 settembre 2006 | Spacewatch           |
| 311682 - | 2006 SB79                | 17 settembre 2006 | CSS                  |
| 311683 - | 2006 SY82                | 18 settembre 2006 | Spacewatch           |
| 311684 - | 2006 SN91                | 18 settembre 2006 | Spacewatch           |
| 311685 - | 2006 SD94                | 18 settembre 2006 | Spacewatch           |
| 311686 - | 2006 SJ95                | 18 settembre 2006 | Spacewatch           |
| 311687 - | 2006 SR102               | 19 settembre 2006 | Spacewatch           |
| 311688 - | 2006 SF113               | 23 settembre 2006 | Spacewatch           |
| 311689 - | 2006 SC117               | 24 settembre 2006 | Spacewatch           |
| 311690 - | 2006 SO119               | 18 settembre 2006 | CSS                  |
| 311691 - | 2006 SV119               | 18 settembre 2006 | CSS                  |
| 311692 - | 2006 SD120               | 18 settembre 2006 | CSS                  |
| 311693 - | 2006 SO120               | 18 settembre 2006 | CSS                  |
| 311694 - | 2006 SN122               | 19 settembre 2006 | CSS                  |
| 311695 - | 2006 SL130               | 20 settembre 2006 | LONEOS               |
| 311696 - | 2006 SK141               | 25 settembre 2006 | LONEOS               |
| 311697 - | 2006 SD142               | 19 settembre 2006 | Spacewatch           |
| 311698 - | 2006 SW142               | 19 settembre 2006 | Spacewatch           |
| 311699 - | 2006 SY142               | 19 settembre 2006 | Spacewatch           |
| 311700 - | 2006 SY148               | 19 settembre 2006 | Spacewatch           |

## 311701-311800
| Nome                 | Designazione provvisoria | Data di scoperta  | Scopritore            |
| -------------------- | ------------------------ | ----------------- | --------------------- |
| 311701 -             | 2006 SP158               | 23 settembre 2006 | Spacewatch            |
| 311702 -             | 2006 SS189               | 26 settembre 2006 | Spacewatch            |
| 311703 -             | 2006 SB193               | 26 settembre 2006 | Mount Lemmon Survey   |
| 311704 -             | 2006 SX196               | 26 settembre 2006 | CSS                   |
| 311705 -             | 2006 SB198               | 27 settembre 2006 | Crni Vrh              |
| 311706 -             | 2006 SJ221               | 25 settembre 2006 | Mount Lemmon Survey   |
| 311707 -             | 2006 SG256               | 26 settembre 2006 | Spacewatch            |
| 311708 -             | 2006 SS272               | 27 settembre 2006 | Spacewatch            |
| 311709 -             | 2006 SX286               | 22 settembre 2006 | LONEOS                |
| 311710 -             | 2006 SH292               | 25 settembre 2006 | Spacewatch            |
| 311711 -             | 2006 SN325               | 27 settembre 2006 | Spacewatch            |
| 311712 -             | 2006 SF332               | 28 settembre 2006 | Mount Lemmon Survey   |
| 311713 -             | 2006 SL340               | 28 settembre 2006 | Spacewatch            |
| 311714 -             | 2006 ST350               | 30 settembre 2006 | CSS                   |
| 311715 -             | 2006 SS352               | 30 settembre 2006 | CSS                   |
| 311716 -             | 2006 ST352               | 30 settembre 2006 | CSS                   |
| 311717 -             | 2006 SJ356               | 30 settembre 2006 | CSS                   |
| 311718 -             | 2006 SG359               | 30 settembre 2006 | CSS                   |
| 311719 -             | 2006 SL359               | 30 settembre 2006 | CSS                   |
| 311720 -             | 2006 SA364               | 27 settembre 2006 | Spacewatch            |
| 311721 -             | 2006 ST367               | 27 settembre 2006 | CSS                   |
| 311722 -             | 2006 SL368               | 25 settembre 2006 | Spacewatch            |
| 311723 -             | 2006 SB374               | 16 settembre 2006 | Becker, A. C.         |
| 311724 -             | 2006 SO377               | 17 settembre 2006 | Becker, A. C.         |
| 311725 -             | 2006 SW378               | 18 settembre 2006 | Becker, A. C.         |
| 311726 -             | 2006 SZ378               | 18 settembre 2006 | Becker, A. C.         |
| 311727 -             | 2006 SY380               | 27 settembre 2006 | Becker, A. C.         |
| 311728 -             | 2006 SK382               | 28 settembre 2006 | Becker, A. C.         |
| 311729 -             | 2006 SW390               | 17 settembre 2006 | Spacewatch            |
| 311730 -             | 2006 SV392               | 27 settembre 2006 | Mount Lemmon Survey   |
| 311731 -             | 2006 SX393               | 30 settembre 2006 | Mount Lemmon Survey   |
| 311732 -             | 2006 SN396               | 17 settembre 2006 | Spacewatch            |
| 311733 -             | 2006 SV402               | 26 settembre 2006 | Mount Lemmon Survey   |
| 311734 -             | 2006 SJ403               | 27 settembre 2006 | Mount Lemmon Survey   |
| 311735 -             | 2006 ST404               | 30 settembre 2006 | Mount Lemmon Survey   |
| 311736 -             | 2006 SP411               | 17 settembre 2006 | CSS                   |
| 311737 -             | 2006 SQ412               | 24 settembre 2006 | LONEOS                |
| 311738 -             | 2006 SV412               | 19 settembre 2006 | CSS                   |
| 311739 -             | 2006 TW7                 | 2 ottobre 2006    | Mount Lemmon Survey   |
| 311740 -             | 2006 TQ8                 | 4 ottobre 2006    | Mount Lemmon Survey   |
| 311741 -             | 2006 TK16                | 11 ottobre 2006   | Spacewatch            |
| 311742 -             | 2006 TY17                | 11 ottobre 2006   | Spacewatch            |
| 311743 -             | 2006 TZ22                | 11 ottobre 2006   | Spacewatch            |
| 311744 -             | 2006 TF23                | 11 ottobre 2006   | Spacewatch            |
| 311745 -             | 2006 TO24                | 12 ottobre 2006   | Spacewatch            |
| 311746 -             | 2006 TT25                | 12 ottobre 2006   | Spacewatch            |
| 311747 -             | 2006 TZ29                | 12 ottobre 2006   | Spacewatch            |
| 311748 -             | 2006 TD34                | 12 ottobre 2006   | NEAT                  |
| 311749 -             | 2006 TN48                | 12 ottobre 2006   | Spacewatch            |
| 311750 -             | 2006 TE59                | 13 ottobre 2006   | Spacewatch            |
| 311751 -             | 2006 TP68                | 11 ottobre 2006   | NEAT                  |
| 311752 -             | 2006 TF70                | 11 ottobre 2006   | NEAT                  |
| 311753 -             | 2006 TS71                | 11 ottobre 2006   | NEAT                  |
| 311754 -             | 2006 TA77                | 11 ottobre 2006   | NEAT                  |
| 311755 -             | 2006 TP81                | 2 ottobre 2006    | Mount Lemmon Survey   |
| 311756 -             | 2006 TE83                | 13 ottobre 2006   | Spacewatch            |
| 311757 -             | 2006 TK86                | 13 ottobre 2006   | Spacewatch            |
| 311758 -             | 2006 TJ93                | 15 ottobre 2006   | Spacewatch            |
| 311759 -             | 2006 TQ94                | 15 ottobre 2006   | Lin, C.-S., Ye, Q.-z. |
| 311760 -             | 2006 TO96                | 12 ottobre 2006   | NEAT                  |
| 311761 -             | 2006 TO99                | 24 settembre 2006 | Spacewatch            |
| 311762 -             | 2006 TC102               | 15 ottobre 2006   | Spacewatch            |
| 311763 -             | 2006 TV103               | 15 ottobre 2006   | Spacewatch            |
| 311764 -             | 2006 TW109               | 12 ottobre 2006   | Spacewatch            |
| 311765 -             | 2006 TT113               | 1 ottobre 2006    | Becker, A. C.         |
| 311766 -             | 2006 TX122               | 12 ottobre 2006   | NEAT                  |
| 311767 -             | 2006 TZ122               | 12 ottobre 2006   | Spacewatch            |
| 311768 -             | 2006 TB123               | 12 ottobre 2006   | Spacewatch            |
| 311769 -             | 2006 TJ128               | 4 ottobre 2006    | Mount Lemmon Survey   |
| 311770 -             | 2006 UB3                 | 16 ottobre 2006   | CSS                   |
| 311771 -             | 2006 UO3                 | 16 ottobre 2006   | CSS                   |
| 311772 -             | 2006 UM4                 | 16 ottobre 2006   | Spacewatch            |
| 311773 -             | 2006 UP5                 | 16 ottobre 2006   | CSS                   |
| 311774 -             | 2006 UO6                 | 16 ottobre 2006   | CSS                   |
| 311775 -             | 2006 UJ18                | 16 ottobre 2006   | Mount Lemmon Survey   |
| 311776 -             | 2006 UU21                | 16 ottobre 2006   | Spacewatch            |
| 311777 -             | 2006 UH29                | 16 ottobre 2006   | Spacewatch            |
| 311778 -             | 2006 UO42                | 16 ottobre 2006   | Spacewatch            |
| 311779 -             | 2006 UP42                | 16 ottobre 2006   | Spacewatch            |
| 311780 -             | 2006 UL44                | 16 ottobre 2006   | Spacewatch            |
| 311781 -             | 2006 UH52                | 17 ottobre 2006   | Mount Lemmon Survey   |
| 311782 -             | 2006 UT52                | 17 ottobre 2006   | CSS                   |
| 311783 -             | 2006 UL59                | 19 ottobre 2006   | CSS                   |
| 311784 -             | 2006 UT61                | 17 ottobre 2006   | Andrushivka           |
| 311785 Erwanmazarico | 2006 UB62                | 19 ottobre 2006   | Skillman, D. R.       |
| 311786 -             | 2006 UW62                | 17 ottobre 2006   | Andrushivka           |
| 311787 -             | 2006 UD65                | 16 ottobre 2006   | Spacewatch            |
| 311788 -             | 2006 UZ66                | 16 ottobre 2006   | Mount Lemmon Survey   |
| 311789 -             | 2006 UK73                | 17 ottobre 2006   | Spacewatch            |
| 311790 -             | 2006 UL73                | 17 ottobre 2006   | Spacewatch            |
| 311791 -             | 2006 UE74                | 17 ottobre 2006   | Spacewatch            |
| 311792 -             | 2006 UK74                | 17 ottobre 2006   | Spacewatch            |
| 311793 -             | 2006 UH78                | 17 ottobre 2006   | Spacewatch            |
| 311794 -             | 2006 UJ85                | 17 ottobre 2006   | Mount Lemmon Survey   |
| 311795 -             | 2006 UJ86                | 17 ottobre 2006   | Mount Lemmon Survey   |
| 311796 -             | 2006 UO93                | 18 ottobre 2006   | Spacewatch            |
| 311797 -             | 2006 UV104               | 18 ottobre 2006   | Spacewatch            |
| 311798 -             | 2006 UD118               | 19 ottobre 2006   | Spacewatch            |
| 311799 -             | 2006 UK124               | 19 ottobre 2006   | CSS                   |
| 311800 -             | 2006 US125               | 19 ottobre 2006   | Spacewatch            |

## 311801-311900
| Nome     | Designazione provvisoria | Data di scoperta | Scopritore          |
| -------- | ------------------------ | ---------------- | ------------------- |
| 311801 - | 2006 UM137               | 19 ottobre 2006  | CSS                 |
| 311802 - | 2006 UZ137               | 19 ottobre 2006  | Spacewatch          |
| 311803 - | 2006 UC140               | 19 ottobre 2006  | Spacewatch          |
| 311804 - | 2006 UC144               | 19 ottobre 2006  | Spacewatch          |
| 311805 - | 2006 UF149               | 20 ottobre 2006  | Spacewatch          |
| 311806 - | 2006 UT167               | 21 ottobre 2006  | Mount Lemmon Survey |
| 311807 - | 2006 UL179               | 16 ottobre 2006  | CSS                 |
| 311808 - | 2006 UO180               | 16 ottobre 2006  | CSS                 |
| 311809 - | 2006 UO188               | 19 ottobre 2006  | CSS                 |
| 311810 - | 2006 UV194               | 20 ottobre 2006  | Spacewatch          |
| 311811 - | 2006 UM196               | 20 ottobre 2006  | Spacewatch          |
| 311812 - | 2006 UT203               | 22 ottobre 2006  | NEAT                |
| 311813 - | 2006 UC207               | 23 ottobre 2006  | Spacewatch          |
| 311814 - | 2006 UT208               | 23 ottobre 2006  | Spacewatch          |
| 311815 - | 2006 UV209               | 23 ottobre 2006  | Spacewatch          |
| 311816 - | 2006 UH212               | 23 ottobre 2006  | Spacewatch          |
| 311817 - | 2006 UT213               | 23 ottobre 2006  | Spacewatch          |
| 311818 - | 2006 UZ218               | 16 ottobre 2006  | CSS                 |
| 311819 - | 2006 UY247               | 27 ottobre 2006  | Mount Lemmon Survey |
| 311820 - | 2006 UM253               | 27 ottobre 2006  | Mount Lemmon Survey |
| 311821 - | 2006 UB264               | 27 ottobre 2006  | Spacewatch          |
| 311822 - | 2006 UR265               | 27 ottobre 2006  | CSS                 |
| 311823 - | 2006 UR266               | 27 ottobre 2006  | Spacewatch          |
| 311824 - | 2006 UY276               | 28 ottobre 2006  | Spacewatch          |
| 311825 - | 2006 UA286               | 28 ottobre 2006  | Spacewatch          |
| 311826 - | 2006 UX331               | 21 ottobre 2006  | Becker, A. C.       |
| 311827 - | 2006 UL337               | 22 ottobre 2006  | Mount Lemmon Survey |
| 311828 - | 2006 UR346               | 23 ottobre 2006  | CSS                 |
| 311829 - | 2006 VG3                 | 9 novembre 2006  | Spacewatch          |
| 311830 - | 2006 VX10                | 11 novembre 2006 | CSS                 |
| 311831 - | 2006 VS13                | 13 novembre 2006 | Young, J. W.        |
| 311832 - | 2006 VK18                | 9 novembre 2006  | Spacewatch          |
| 311833 - | 2006 VM20                | 9 novembre 2006  | Spacewatch          |
| 311834 - | 2006 VK23                | 10 novembre 2006 | Spacewatch          |
| 311835 - | 2006 VW25                | 27 ottobre 2006  | Spacewatch          |
| 311836 - | 2006 VC26                | 10 novembre 2006 | Spacewatch          |
| 311837 - | 2006 VG44                | 13 novembre 2006 | CSS                 |
| 311838 - | 2006 VW47                | 10 novembre 2006 | Spacewatch          |
| 311839 - | 2006 VW52                | 11 novembre 2006 | Spacewatch          |
| 311840 - | 2006 VO56                | 11 novembre 2006 | Spacewatch          |
| 311841 - | 2006 VB64                | 11 novembre 2006 | Spacewatch          |
| 311842 - | 2006 VC69                | 11 novembre 2006 | CSS                 |
| 311843 - | 2006 VQ69                | 11 novembre 2006 | Spacewatch          |
| 311844 - | 2006 VE70                | 11 novembre 2006 | Spacewatch          |
| 311845 - | 2006 VY79                | 12 novembre 2006 | Mount Lemmon Survey |
| 311846 - | 2006 VA85                | 13 novembre 2006 | Spacewatch          |
| 311847 - | 2006 VU94                | 15 novembre 2006 | Mount Lemmon Survey |
| 311848 - | 2006 VN95                | 13 novembre 2006 | Mount Lemmon Survey |
| 311849 - | 2006 VU101               | 12 novembre 2006 | Mount Lemmon Survey |
| 311850 - | 2006 VU108               | 13 novembre 2006 | Spacewatch          |
| 311851 - | 2006 VG138               | 15 novembre 2006 | Spacewatch          |
| 311852 - | 2006 VU151               | 9 novembre 2006  | NEAT                |
| 311853 - | 2006 VD153               | 8 novembre 2006  | NEAT                |
| 311854 - | 2006 VS153               | 8 novembre 2006  | NEAT                |
| 311855 - | 2006 WE7                 | 16 novembre 2006 | Spacewatch          |
| 311856 - | 2006 WL8                 | 16 novembre 2006 | Spacewatch          |
| 311857 - | 2006 WQ10                | 16 novembre 2006 | CSS                 |
| 311858 - | 2006 WD19                | 17 novembre 2006 | CSS                 |
| 311859 - | 2006 WB21                | 17 novembre 2006 | Mount Lemmon Survey |
| 311860 - | 2006 WJ26                | 18 novembre 2006 | Spacewatch          |
| 311861 - | 2006 WP30                | 20 novembre 2006 | Spacewatch          |
| 311862 - | 2006 WR38                | 16 novembre 2006 | Spacewatch          |
| 311863 - | 2006 WR39                | 16 novembre 2006 | Spacewatch          |
| 311864 - | 2006 WY44                | 16 novembre 2006 | CSS                 |
| 311865 - | 2006 WZ69                | 18 novembre 2006 | Spacewatch          |
| 311866 - | 2006 WN71                | 18 novembre 2006 | Spacewatch          |
| 311867 - | 2006 WO71                | 18 novembre 2006 | Spacewatch          |
| 311868 - | 2006 WA79                | 18 novembre 2006 | Spacewatch          |
| 311869 - | 2006 WP90                | 19 novembre 2006 | Spacewatch          |
| 311870 - | 2006 WN95                | 19 novembre 2006 | Spacewatch          |
| 311871 - | 2006 WV95                | 19 novembre 2006 | Spacewatch          |
| 311872 - | 2006 WN98                | 19 novembre 2006 | Spacewatch          |
| 311873 - | 2006 WW98                | 19 novembre 2006 | Spacewatch          |
| 311874 - | 2006 WS109               | 19 novembre 2006 | Spacewatch          |
| 311875 - | 2006 WW131               | 17 novembre 2006 | Mount Lemmon Survey |
| 311876 - | 2006 WF135               | 18 novembre 2006 | LINEAR              |
| 311877 - | 2006 WA137               | 19 novembre 2006 | CSS                 |
| 311878 - | 2006 WH143               | 20 novembre 2006 | Spacewatch          |
| 311879 - | 2006 WS150               | 20 novembre 2006 | Mount Lemmon Survey |
| 311880 - | 2006 WH153               | 21 novembre 2006 | Mount Lemmon Survey |
| 311881 - | 2006 WK185               | 18 novembre 2006 | LINEAR              |
| 311882 - | 2006 WK192               | 27 novembre 2006 | Spacewatch          |
| 311883 - | 2006 WH204               | 23 novembre 2006 | Mount Lemmon Survey |
| 311884 - | 2006 WB206               | 22 novembre 2006 | Mount Lemmon Survey |
| 311885 - | 2006 XH18                | 10 dicembre 2006 | Spacewatch          |
| 311886 - | 2006 XF24                | 12 dicembre 2006 | Spacewatch          |
| 311887 - | 2006 XD33                | 11 dicembre 2006 | Spacewatch          |
| 311888 - | 2006 XO35                | 11 dicembre 2006 | Spacewatch          |
| 311889 - | 2006 XP35                | 11 dicembre 2006 | Spacewatch          |
| 311890 - | 2006 XS42                | 12 dicembre 2006 | Mount Lemmon Survey |
| 311891 - | 2006 XW50                | 13 dicembre 2006 | Mount Lemmon Survey |
| 311892 - | 2006 XB55                | 15 dicembre 2006 | LINEAR              |
| 311893 - | 2006 XB58                | 14 dicembre 2006 | Spacewatch          |
| 311894 - | 2006 XL70                | 15 dicembre 2006 | Spacewatch          |
| 311895 - | 2006 YG5                 | 17 dicembre 2006 | Mount Lemmon Survey |
| 311896 - | 2006 YC9                 | 20 dicembre 2006 | Mount Lemmon Survey |
| 311897 - | 2006 YM19                | 23 dicembre 2006 | Mount Lemmon Survey |
| 311898 - | 2006 YN23                | 21 dicembre 2006 | Spacewatch          |
| 311899 - | 2006 YP43                | 25 dicembre 2006 | Spacewatch          |
| 311900 - | 2006 YR46                | 21 dicembre 2006 | Mount Lemmon Survey |

## 311901-312000
| Nome                 | Designazione provvisoria | Data di scoperta | Scopritore                        |
| -------------------- | ------------------------ | ---------------- | --------------------------------- |
| 311901 -             | 2006 YM48                | 24 dicembre 2006 | Spacewatch                        |
| 311902 -             | 2006 YY52                | 27 dicembre 2006 | Mount Lemmon Survey               |
| 311903 -             | 2006 YP53                | 24 dicembre 2006 | Spacewatch                        |
| 311904 -             | 2007 AD4                 | 8 gennaio 2007   | CSS                               |
| 311905 -             | 2007 AQ7                 | 9 gennaio 2007   | Mount Lemmon Survey               |
| 311906 -             | 2007 AJ8                 | 10 gennaio 2007  | Nyukasa                           |
| 311907 -             | 2007 AH9                 | 12 gennaio 2007  | Casulli, V. S.                    |
| 311908 -             | 2007 AZ10                | 9 gennaio 2007   | Spacewatch                        |
| 311909 -             | 2007 AN12                | 9 gennaio 2007   | Spacewatch                        |
| 311910 -             | 2007 AB18                | 8 gennaio 2007   | CSS                               |
| 311911 -             | 2007 AU18                | 10 gennaio 2007  | LINEAR                            |
| 311912 -             | 2007 BF3                 | 16 gennaio 2007  | LINEAR                            |
| 311913 -             | 2007 BY10                | 17 gennaio 2007  | Spacewatch                        |
| 311914 -             | 2007 BW11                | 17 gennaio 2007  | Spacewatch                        |
| 311915 -             | 2007 BJ17                | 17 gennaio 2007  | NEAT                              |
| 311916 -             | 2007 BE19                | 21 gennaio 2007  | LINEAR                            |
| 311917 -             | 2007 BX29                | 24 gennaio 2007  | LINEAR                            |
| 311918 -             | 2007 BJ30                | 24 gennaio 2007  | CSS                               |
| 311919 -             | 2007 BC32                | 24 gennaio 2007  | Mount Lemmon Survey               |
| 311920 -             | 2007 BM32                | 24 gennaio 2007  | Mount Lemmon Survey               |
| 311921 -             | 2007 BU36                | 24 gennaio 2007  | CSS                               |
| 311922 -             | 2007 BU45                | 26 gennaio 2007  | Spacewatch                        |
| 311923 -             | 2007 BW46                | 26 gennaio 2007  | Spacewatch                        |
| 311924 -             | 2007 BW58                | 24 gennaio 2007  | CSS                               |
| 311925 -             | 2007 BF72                | 28 gennaio 2007  | Spacewatch                        |
| 311926 -             | 2007 BY72                | 27 gennaio 2007  | Farra d'Isonzo                    |
| 311927 -             | 2007 BC73                | 23 gennaio 2007  | LINEAR                            |
| 311928 -             | 2007 BZ75                | 28 gennaio 2007  | Mount Lemmon Survey               |
| 311929 -             | 2007 CH7                 | 6 febbraio 2007  | Spacewatch                        |
| 311930 -             | 2007 CL8                 | 17 gennaio 2007  | Spacewatch                        |
| 311931 -             | 2007 CT12                | 6 febbraio 2007  | Mount Lemmon Survey               |
| 311932 -             | 2007 CD19                | 8 febbraio 2007  | Yeung, W. K. Y.                   |
| 311933 -             | 2007 CN27                | 5 febbraio 2007  | Lin, H.-C., Ye, Q.-z.             |
| 311934 -             | 2007 CE29                | 6 febbraio 2007  | Mount Lemmon Survey               |
| 311935 -             | 2007 CU29                | 6 febbraio 2007  | Mount Lemmon Survey               |
| 311936 -             | 2007 CN33                | 6 febbraio 2007  | Mount Lemmon Survey               |
| 311937 -             | 2007 CF36                | 6 febbraio 2007  | Spacewatch                        |
| 311938 -             | 2007 CH38                | 6 febbraio 2007  | Mount Lemmon Survey               |
| 311939 -             | 2007 CE44                | 8 febbraio 2007  | NEAT                              |
| 311940 -             | 2007 CW45                | 8 febbraio 2007  | NEAT                              |
| 311941 -             | 2007 CK46                | 8 febbraio 2007  | Mount Lemmon Survey               |
| 311942 -             | 2007 CG47                | 8 febbraio 2007  | NEAT                              |
| 311943 -             | 2007 CU48                | 19 marzo 1996    | NEAT                              |
| 311944 -             | 2007 CF58                | 9 febbraio 2007  | CSS                               |
| 311945 -             | 2007 CF59                | 10 febbraio 2007 | CSS                               |
| 311946 -             | 2007 CR61                | 15 febbraio 2007 | Kocher, P.                        |
| 311947 -             | 2007 CE62                | 10 febbraio 2007 | CSS                               |
| 311948 -             | 2007 CP79                | 9 febbraio 2007  | Spacewatch                        |
| 311949 -             | 2007 DE                  | 16 febbraio 2007 | Lowe, A.                          |
| 311950 -             | 2007 DN                  | 16 febbraio 2007 | Apitzsch, R.                      |
| 311951 -             | 2007 DY6                 | 16 febbraio 2007 | CSS                               |
| 311952 -             | 2007 DX12                | 16 febbraio 2007 | NEAT                              |
| 311953 -             | 2007 DQ13                | 17 febbraio 2007 | Spacewatch                        |
| 311954 -             | 2007 DO18                | 17 febbraio 2007 | Spacewatch                        |
| 311955 -             | 2007 DT28                | 17 febbraio 2007 | Spacewatch                        |
| 311956 -             | 2007 DN34                | 17 febbraio 2007 | Spacewatch                        |
| 311957 Barryalbright | 2007 DQ42                | 17 febbraio 2007 | Mount Lemmon Survey               |
| 311958 -             | 2007 DD47                | 21 febbraio 2007 | Mount Lemmon Survey               |
| 311959 -             | 2007 DE54                | 21 febbraio 2007 | Spacewatch                        |
| 311960 -             | 2007 DC59                | 22 febbraio 2007 | Spacewatch                        |
| 311961 -             | 2007 DK61                | 19 febbraio 2007 | CSS                               |
| 311962 -             | 2007 DT70                | 21 febbraio 2007 | Spacewatch                        |
| 311963 -             | 2007 DC77                | 22 febbraio 2007 | LONEOS                            |
| 311964 -             | 2007 DJ89                | 23 febbraio 2007 | Spacewatch                        |
| 311965 -             | 2007 DP89                | 23 febbraio 2007 | Mount Lemmon Survey               |
| 311966 -             | 2007 DG97                | 23 febbraio 2007 | CSS                               |
| 311967 -             | 2007 EB                  | 1 marzo 2007     | Siding Spring Survey              |
| 311968 -             | 2007 EQ6                 | 9 marzo 2007     | Mount Lemmon Survey               |
| 311969 -             | 2007 ED19                | 10 marzo 2007    | Spacewatch                        |
| 311970 -             | 2007 EL35                | 11 marzo 2007    | Spacewatch                        |
| 311971 -             | 2007 EF39                | 11 marzo 2007    | Crni Vrh                          |
| 311972 -             | 2007 EU44                | 9 marzo 2007     | Mount Lemmon Survey               |
| 311973 -             | 2007 EF52                | 11 marzo 2007    | CSS                               |
| 311974 -             | 2007 EY56                | 14 marzo 2007    | Lowe, A.                          |
| 311975 -             | 2007 EL58                | 9 marzo 2007     | Mount Lemmon Survey               |
| 311976 -             | 2007 ED60                | 9 marzo 2007     | Mount Lemmon Survey               |
| 311977 -             | 2007 EV82                | 12 marzo 2007    | Spacewatch                        |
| 311978 -             | 2007 ET85                | 12 marzo 2007    | CSS                               |
| 311979 -             | 2007 EC92                | 10 marzo 2007    | Spacewatch                        |
| 311980 -             | 2007 EV192               | 14 marzo 2007    | CSS                               |
| 311981 -             | 2007 EO199               | 10 marzo 2007    | Spacewatch                        |
| 311982 -             | 2007 ES200               | 15 marzo 2007    | CSS                               |
| 311983 -             | 2007 EK201               | 10 marzo 2007    | Siding Spring Survey              |
| 311984 -             | 2007 EL211               | 8 marzo 2007     | NEAT                              |
| 311985 -             | 2007 EQ222               | 11 marzo 2007    | CSS                               |
| 311986 -             | 2007 FV16                | 20 marzo 2007    | Mount Lemmon Survey               |
| 311987 -             | 2007 FJ38                | 29 marzo 2007    | NEAT                              |
| 311988 -             | 2007 GP4                 | 10 aprile 2007   | PMO NEO Survey Program            |
| 311989 -             | 2007 GL12                | 11 aprile 2007   | Mount Lemmon Survey               |
| 311990 -             | 2007 GD32                | 11 aprile 2007   | CSS                               |
| 311991 -             | 2007 HH5                 | 20 aprile 2007   | Hug, G.                           |
| 311992 -             | 2007 HH89                | 11 aprile 2007   | Spacewatch                        |
| 311993 -             | 2007 KK2                 | 20 maggio 2007   | CSS                               |
| 311994 -             | 2007 KN9                 | 20 maggio 2007   | Siding Spring Survey              |
| 311995 -             | 2007 LT1                 | 7 giugno 2007    | Spacewatch                        |
| 311996 -             | 2007 LS12                | 9 giugno 2007    | CSS                               |
| 311997 -             | 2007 MW2                 | 16 giugno 2007   | Spacewatch                        |
| 311998 -             | 2007 MQ3                 | 17 giugno 2007   | Spacewatch                        |
| 311999 -             | 2007 NS2                 | 14 luglio 2007   | OAM                               |
| 312000 -             | 2007 OB4                 | 21 luglio 2007   | Astronomical Research Observatory |